# (7378) Herbertpalme
(7378) Herbertpalme – planetoida z pasa głównego asteroid okrążająca Słońce w ciągu 5 lat i 208 dni w średniej odległości 3,14 j.a. Została odkryta 2 marca 1981 roku w Siding Spring Observatory w Australii przez Schelte Busa. Nazwa planetoidy pochodzi od Herberta Palme (ur. 1943), profesora Instytutu Mineraologii i Geochemii Uniwersytetu w Kolonii. Przed nadaniem nazwy planetoida nosiła oznaczenie tymczasowe (7378) 1981 EK18.